# Клементе Ґалано
Клементе Ґалано (лат. Clementis Galanus, італ. Clemente Galano, вірм. Կղեմես Գալանոս; 1610, Сорренто — 14 травня 1666, Львів) — італійський місіонер-театинець, богослов і вірменознавець. Проповідував католицизм серед вірмен і відіграв важливу роль в об'єднанні вірменської громади Польщі з Римом. Написав низку праць вірменською та латинською мовами, зокрема граматику вірменської мови (Grammatica), опубліковану 1645 року.

## Життєпис
Клементе Ґалано 1610 року в Сорренто. Він став членом ордену театинців і проповідував католицизм серед вірмен, більшість яких, як і сьогодні, належали до своєї нехалкедонської національної церкви. У 1636—1641 роках він проповідував у Грузії. У 1641 році переїхав до Константинополя, де, крім проповідницької діяльності, працював також учителем і аптекарем. У Константинополі він заснував школу, де навчав вірменських студентів релігії та мов, зокрема вірменської.
У 1648—1663 роках він викладав вірменську мову та інші дисципліни у Вірменській колегії (Collegio Armeno) Папської Урбаніанської колегії Конгрегації поширення віри (Pontificio Collegio Urbano de Propaganda Fide).
Ґалано був направлений Конгрегацією поширення віри до Львова з метою заснування там Вірменської католицької семінарії та обмеження впливу вірменського архиєпископа Миколи Торосовича. Торосович сприяв визнанню вірменською громадою Польщі верховенства Риму, однак проводив подвійну політику між католицькою та вірменською церквами, що викликало недовіру з боку Риму.
У 1664 році Ґалано заснував у Львові Вірменську колегію і став її першим префектом. Він обіймав цю посаду до своєї раптової смерті у 1666 році.

## Праці
Ґалано написав низку творів — як рукописних, так і друкованих — латинською та вірменською мовами. У 1645 році він опублікував підручник з логіки вірменською мовою. Це була перша подібна праця, надрукована вірменською, і вона сприяла розвитку логіки як окремої дисципліни у вірменській науці. Того ж року з'явилася його граматика класичної вірменської мови, у якій Ґалано аналізував вірменську граматику крізь призму латинської.
Ґалано також написав працю Conciliationis ecclesiae Armenae cum Romana ex ipsis armenorum patrum et doctorum testimoniis in duas partes (Єдність Вірменської Церкви з Римською за свідченнями самих вірменських отців і вчителів, у двох частинах), яка вийшла у двох томах (другий том має дві частини) у 1650—1661 роках. У цій праці він використав вірменські, грецькі та латинські джерела для викладу історії Вірменії та обґрунтування єдності Вірменської церкви з Римом.
Ґалано звинувачували у фальсифікації інформації про політичну та церковну історію Вірменії в цій праці. Водночас вона є важливим першоджерелом, оскільки містить відомості з джерел, які згодом були втрачені.